# SN 2006qr
SN 2006qr – supernowa typu II odkryta 30 listopada 2006 roku w galaktyce M-02-22-23. W momencie odkrycia miała maksymalną jasność 17,90m.